# WHERE, WHO, WHAT IS PETROLZ?? – EP
『WHERE, WHO, WHAT IS PETROLZ?? – EP』（ホエア フー ワット イズ ペトロールズ イーピー?）は、ペトロールズのトリビュート・アルバム。配信EPとして2017年8月9日にビクターエンタテインメントからリリースされた。

## 概要
ペトロールズの楽曲を4組のアーティストが彼らなりの解釈で考察してカバーしたトリビュート・アルバムで、同じくペトロールズの楽曲をカバーした前作『WHERE, WHO, WHAT IS PETROLZ?』の続編となる。
本作に参加したのは、結成半年、初ライブから2ヶ月にしてFUJI ROCK FESTIVAL '17内「ROOKIE A GO-GO」への出演を果たした踊Foot Works（オドフットワークス）、たゆたうメロディラインとリズム、言葉で独自の音像を描くMONO NO AWARE、岸田繁（くるり）、高野寛、Bose（スチャダラパー）、tofubeatsなど多くのアーティストが賛辞を贈る京都在住のピアニスト/シンガーソングライターの中村佳穂、KANDYTOWN LIFEやAun beatzの一員としても活動するラッパーの呂布の4組。

## 収録曲

### カバーアーティスト
1. Talassa
歌と演奏：踊Foot Works
2. インサイダー
歌と演奏：MONO NO AWARE
3. 闖入者
歌と演奏：中村佳穂
4. 誰?
歌と演奏：呂布（KANDYTOWN）

### 楽曲クレジット
| 全作詞・作曲: 長岡亮介。 |                  |           |            |               |      |
| #                        | タイトル         | 作詞      | 作曲・編曲 | 編曲          | 時間 |
| 1.                       | 「Talassa」      | 長岡亮介  | 長岡亮介   | 踊Foot Works  | 4:20 |
| 2.                       | 「インサイダー」 | 長岡亮介  | 長岡亮介   | MONO NO AWARE | 6:32 |
| 3.                       | 「闖入者」       | 長岡亮介  | 長岡亮介   | 中村佳穂      | 4:50 |
| 4.                       | 「誰?」          | 長岡亮介  | 長岡亮介   | 呂布          | 3:40 |
| 合計時間:                | 合計時間:        | 合計時間: | 19:22      |               |      |